# Cyclophora amata
Cyclophora amata är en fjärilsart som beskrevs av Carl von Linné 1758. Cyclophora amata ingår i släktet Cyclophora och familjen mätare. Inga underarter finns listade i Catalogue of Life.